# ياماغاتا (ياماغاتا)
مدينة ياماغاتا (بالإنجليزية: Yamagata)‏ هي أحد المدن التابعة لمحافظة ياماغاتا. تأسست رسميًا في 1889-04-01. ويقدر عدد سكانها بـ 255370 نسمة حسب تقدير مكتب الإحصاء الياباني لعام 2012. تبلغ مساحة ياماغاتا 381.34 كم2. بكثافة سكانية تبلغ 670 نسمة/كم2.

## المناخ
يظهر الجدول التالي التغييرات المناخية على مدار السنة لياماغاتا:
| البيانات المناخية لـياماغاتا        | البيانات المناخية لـياماغاتا | البيانات المناخية لـياماغاتا | البيانات المناخية لـياماغاتا | البيانات المناخية لـياماغاتا | البيانات المناخية لـياماغاتا | البيانات المناخية لـياماغاتا | البيانات المناخية لـياماغاتا | البيانات المناخية لـياماغاتا | البيانات المناخية لـياماغاتا | البيانات المناخية لـياماغاتا | البيانات المناخية لـياماغاتا | البيانات المناخية لـياماغاتا | البيانات المناخية لـياماغاتا |
| الشهر                               | يناير                        | فبراير                       | مارس                         | أبريل                        | مايو                         | يونيو                        | يوليو                        | أغسطس                        | سبتمبر                       | أكتوبر                       | نوفمبر                       | ديسمبر                       | المعدل السنوي                |
| ----------------------------------- | ---------------------------- | ---------------------------- | ---------------------------- | ---------------------------- | ---------------------------- | ---------------------------- | ---------------------------- | ---------------------------- | ---------------------------- | ---------------------------- | ---------------------------- | ---------------------------- | ---------------------------- |
| متوسط درجة الحرارة الكبرى °م (°ف)   | 3.1 (37.6)                   | 4.0 (39.2)                   | 8.4 (47.1)                   | 16.2 (61.2)                  | 22.0 (71.6)                  | 25.4 (77.7)                  | 28.4 (83.1)                  | 30.4 (86.7)                  | 25.2 (77.4)                  | 19.0 (66.2)                  | 12.2 (54.0)                  | 6.4 (43.5)                   | 16.7 (62.1)                  |
| المتوسط اليومي °م (°ف)              | −0.4 (31.3)                  | 0.1 (32.2)                   | 3.5 (38.3)                   | 10.1 (50.2)                  | 15.7 (60.3)                  | 19.8 (67.6)                  | 23.3 (73.9)                  | 24.9 (76.8)                  | 20.1 (68.2)                  | 13.6 (56.5)                  | 7.4 (45.3)                   | 2.6 (36.7)                   | 11.7 (53.1)                  |
| متوسط درجة الحرارة الصغرى °م (°ف)   | −3.4 (25.9)                  | −3.3 (26.1)                  | −0.7 (30.7)                  | 4.5 (40.1)                   | 10.1 (50.2)                  | 15.2 (59.4)                  | 19.4 (66.9)                  | 20.7 (69.3)                  | 16.2 (61.2)                  | 9.2 (48.6)                   | 3.2 (37.8)                   | −0.7 (30.7)                  | 7.5 (45.6)                   |
| الهطول مم (إنش)                     | 83.0 (3.27)                  | 62.7 (2.47)                  | 68.6 (2.70)                  | 68.4 (2.69)                  | 75.4 (2.97)                  | 110.5 (4.35)                 | 157.0 (6.18)                 | 150.8 (5.94)                 | 127.2 (5.01)                 | 92.4 (3.64)                  | 84.5 (3.33)                  | 82.7 (3.26)                  | 1٬163٫2 (45.81)              |
| متوسط تساقط الثلوج سم (إنش)         | 148 (58)                     | 125 (49)                     | 57 (22)                      | 3 (1.2)                      | 0 (0)                        | 0 (0)                        | 0 (0)                        | 0 (0)                        | 0 (0)                        | 0 (0)                        | 10 (3.9)                     | 77 (30)                      | 420 (164.1)                  |
| متوسط الأيام المثلجة                | 26.6                         | 22.2                         | 16.5                         | 2.5                          | 0                            | 0                            | 0                            | 0                            | 0                            | 0                            | 4.2                          | 18.5                         | 90.5                         |
| متوسط الرطوبة النسبية (%)           | 81                           | 77                           | 69                           | 62                           | 65                           | 72                           | 77                           | 75                           | 77                           | 77                           | 78                           | 80                           | 74                           |
| ساعات سطوع الشمس الشهرية            | 84.8                         | 98.9                         | 140.3                        | 176.1                        | 191.5                        | 158.8                        | 143.7                        | 178.4                        | 128.7                        | 132.1                        | 99.2                         | 80.7                         | 1٬613٫2                      |
| المصدر: Japan Meteorological Agency |                              |                              |                              |                              |                              |                              |                              |                              |                              |                              |                              |                              |                              |

## توأمة
لياماغاتا (ياماغاتا) اتفاقيات توأمة مع كل من:
- كتسبويل
- تاينان
- أولان-أودي (1992 - )[4]

## أعلام
- ناوكي سوغا
- يوريكو ميزوما
- إيتو أوغاوا
- ميوكي تاكاهاشي
- شوما دوي